# Paraná (flod)
 For alternative betydninger, se Paraná (flertydig). (Se også artikler, som begynder med Paraná)
Paraná er med 3.940 km og et afvandingsområde på 3,5 mio. km² den næstlængste flod i Sydamerika efter Amazonfloden.
Den starter i Brasilien ved foreningen af floderne Grande og Paranaíba, i det sydlige Brasilien og løber gennem Paraguay og Argentina.
Syd for den opstemmede Itaipú-sø (med verdens største vandkraftværk, Itaipú) er den grænseflod mellem Argentina og Paraguay. Ved Corrientes i Argentina løber den sammen med Paraguayfloden. Den fortsætter mod syd for sammen med Uruguayfloden at danne det mægtige Río de la Plata-mundingsområde. Paraná er sejlbar for store skibe på de nederste 1.600 km og spiller en væsentlig rolle for godstransporten i hele regionen.